# Knollwood (Texas)
Knollwood est une ville située au nord de la partie centrale du comté de Grayson, au Texas, aux États-Unis,. La ville est bordée, au sud, par celle de Sherman, siège de comté et Denison, au nord.

## Démographie
Lors du recensement de 2010, la ville comptait une population de 432 habitants. Elle est également estimée, en 2016, à 454 habitants.

### Source de la traduction
- (en) Cet article est partiellement ou en totalité issu de l’article de Wikipédia en anglais intitulé « Knollwood, Texas » (voir la liste des auteurs).